# Claudia Gardberg Morner
Claudia Maria Gardberg Morner, född 21 mars 1965, är en svensk ämbetsman.
Claudia Gardberg Morner studerade vid Göteborgs universitet där hon avlade examen i statsvetenskap 1993 och filosofie magisterexamen i sociologi 1996. Hon blev filosofie doktor i sociologi 2003. Gardberg Morner arbetade på Försäkringskassan 2003–2008, från 2007 som enhetschef för internationella och försäkringsgemensamma frågor, och var anställd vid på Migrationsverket som enhetschef för internationella strategienheten 2008–2013 och områdeschef för centrala stöd- och utvecklingsresurser på Mottagningen 2013–2014. Gardberg Morner var ställföreträdande generaldirektör för Livsmedelsverket 2014–2016 och länsråd på Länsstyrelsen i Södermanlands län 2016–2020. År 2020 valdes hon av riksdagen till riksrevisionsdirektör vid Riksrevisionen.